# Hermann Schmitz
Hermann Schmitz (født 16. maj 1928 i Leipzig, død 5. maj 2021) var en tysk filosof, kendt som nyfænomenologiens grundlægger.

## Liv
Hermann Schmitz, søn af højesteretsdommeren Hermann Schmitz, gik i skole i Leipzig og tog sin studentereksamen på Beethoven-Gymnasium Bonn. Han studerede 1949 til 1953 på Bonn Universitet, hvor han især blev påvirket af Erich Rothacker. Schmitz afsluttede sit studium 1955 med en dissertation om Goethe. 1958 blev han assistent ved det filosofiske seminar på Kiel Universitet. 1971 blev Schmitz professor, indtil han trak sig tilbage i 1993.

## Filosofi
Schmitz grundlagde med sit tibindsværk Filosofiens system System der Philosophie (1964–1980) en filosofi han siden 1980 kaldte den nye fænomenologi. Dennes mål er, at beskrive den dagligdags og umiddelbare erfaring, i henhold til Edmund Husserls motto "Til tingene selv." Schmitz afviger dog betragteligt fra den klassiske fænomenologi.
Om inspirationen til hans nye begreb om filosofien fortæller Schmitz om en oplevelse i 1959: "Jeg sad i biblioteket for den psykiatriske klinik i KIel, og læste i et psykiatrisk tidsskrift, at den franske psykiater Eugene Minkowski indførte begrebet moi ici maintenant (mig her nu). Det var det hele." Han har så bygget oven på dette jeg her nu og udviklede skridt for skridt de begreber, der bærer hans system.
Et kernebegreb for Schmitz filosofi er kropsbegrebet. Her griber han tilbage til tænkere som Ludwig Klages, Max Scheler, Maurice Merleau-Ponty og andre.
Udover sin egen filosofi har Schmitz udgivet talrige filosofihistoriske værker, der stiller hans egne tanker i historisk kontekst. Derved har han beskæftiget sig med filosoffer fra næsten hele filosofihistoriens tid, blandt andet, Anaximander, Parmenides, Platon, Aristoteles, Suarez, Kant, Goethe, Fichte, Hegel, Stirner, Nietzsche, Husserl, Heidegger og Wittgenstein.

## Indflydelse
Den nye fænomenologi har i Tyskland med sit udbud af begreber fundet indpas i flere ikke-filosofiske discipliner, frem for alt i medicin, psykologi, arkitektur. men også f.eks. lingvistik.
Foreningen Gesellschaft für Neue Phänomenologie holder siden 1993 et årsmøde med prominente deltagere, og udgiver en bogrække Neue Phänomenologie der udkommer på Karl Alber-Verlag. I 2006 blev der oprettet et professorat i Schmitz' filosofi (Hermann-Schmitz-Stiftungsprofessur für phänomenologische Forschung) på Universität Rostock. En tidligere elev af Schmitz, Michael Großheim fik ansættelsen.
En anden tidligere elev af Schmitz Guido Rappe har videreudviklet hans filosofi, med en systematisk behandling af kroppens biografiske dimension. En anden filosof der har ladet sig inspirere af Schmitz er Gernot Böhme, der især har taget fat i Schmitz begreb om atmosfærer.

## Værker på dansk
- Schmitz, Hermann (2017): Kroppen. Aalborg Universitetsforlag. ISBN 978-87-7112-605-1
- Schmitz, Hermann (2017): Kort indføring i den nye fænomenologi. Aalborg Universitetsforlag. Oversat af Sune Frølund. ISBN 978-87-7112-606-8

## Sekundærliteratur
- Wolf, Jakob (2017): Krop og atmosfærer - Hermann Schmitz' nye fænomenologi. Eksistensen. ISBN 9788741001869.
- Frølund, Sune (2019): Eksistens i Hermann Schmitz' 'nye fænomenologi'. i M Rasmussen (red.), Mennesket og det andet. Bidrag til den eksistentielle fænomenologi.Aalborg Universitetsforlag, Aalborg, Skriftserie om eksistentiel fænomenologi.

## Værker på tysk (udvalg)
- Hegel als Denker der Individualität, Meisenheim, Glan 1957.
- Goethes Altersdenken im problemgeschichtlichen Zusammenhang, Bouvier, Bonn 1959.
- Subjektivität. Beiträge zur Phänomenologie und Logik, Bouvier, Bonn 1968.
- Nihilismus als Schicksal?, Bouvier, Bonn 1972.
- System der Philosophie
  - Band I: Die Gegenwart, Bouvier, Bonn 1964.
  - Band II: 1. Teil: Der Leib, Bouvier, Bonn 1965.
  - Band II: 2. Teil: Der Leib im Spiegel der Kunst, Bouvier, Bonn 1966.
  - Band III: Der Raum, 1. Teil: Der leibliche Raum, Bouvier, Bonn 1967.
  - Band III: Der Raum, 2. Teil: Der Gefühlsraum, Bouvier, Bonn 1969.
  - Band III: Der Raum, 3. Teil: Der Rechtsraum. Praktische Philosophie, Bouvier, Bonn 1973.
  - Band III: Der Raum, 4. Teil: Das Göttliche und der Raum, Bouvier, Bonn 1977.
  - Band III: Der Raum, 5. Teil: Die Wahrnehmung, Bouvier, Bonn 1978.
  - Band IV: Die Person, Bouvier, Bonn 1980.
  - Band V: Die Aufhebung der Gegenwart, Bouvier, Bonn 1980.
- Neue Phänomenologie, Bouvier, Bonn 1980.
- Die Ideenlehre des Aristoteles
  - Band 1, 1. Teil: Aristoteles. Kommentar zum 7. Buch der Metaphysik, Bouvier, Bonn 1985.
  - Band 1, 2. Teil: Aristoteles. Ontologie, Noologie, Theologie, Bouvier, Bonn 1985.
  - Band 2: Platon und Aristoteles, Bouvier, Bonn 1985.
- Anaximander und die Anfänge der griechischen Philosophie, Bouvier, Bonn 1988.
- Der Ursprung des Gegenstandes. Von Parmenides bis Demokrit, Bouvier, Bonn 1988.
- Was wollte Kant? , Bouvier, Bonn 1989.
- Der unerschöpfliche Gegenstand. Grundzüge der Philosophie, Bouvier, Bonn 1990.
- Hegels Logik, Bouvier, Bonn 1992.
- Die entfremdete Subjektivität. Von Fichte zu Hegel, Bouvier, Bonn 1992.
- Die Liebe, Bouvier, Bonn 1993.
- Neue Grundlagen der Erkenntnistheorie, Bouvier, Bonn 1994.
- Selbstdarstellung als Philosophie. Metamorphosen der entfremdeten Subjektivität, Bouvier, Bonn 1995.
- Husserl und Heidegger, Bouvier, Bonn 1996.
- Höhlengänge. Über die gegenwärtige Aufgabe der Philosophie, Akademie-Verlag, Berlin 1997.
- Adolf Hitler in der Geschichte, Bouvier, Bonn 1999.
- Der Spielraum der Gegenwart, Bouvier, Bonn 1999.
- Was ist Neue Phänomenologie? , Rostock 2003.
- Situationen und Konstellationen: Wider die Ideologie totaler Vernetzung, Alber, Freiburg/Br. 2005, ISBN 3-495-48146-X.
- Freiheit, Alber, Freiburg/Br. 2007, ISBN 978-3-495-48297-1.
- Der Weg der europäischen Philosophie. Eine Gewissenserforschung. 
  - Band 1: Antike Philosophie, Alber, Freiburg/Br. 2007, ISBN 978-3-495-48261-2.
  - Band 2: Nachantike Philosophie, Alber, Freiburg/Br. 2007, ISBN 978-3-495-48262-9.
- Logische Untersuchungen, Alber, Freiburg/Br. 2008, ISBN 978-3-495-48315-2.
- Kurze Einführung in die Neue Phänomenologie, Alber, Freiburg/Br. 2009, 22010, 32012, ISBN 978-3-495-48361-9 (ital. 2011, poln. 2015, franz. 2016, dän. 2017).
- Jenseits des Naturalismus, Alber, Freiburg/Br. 2010, ISBN 978-3-495-48381-7.
- Bewusstsein, Alber, Freiburg/Br. 2010, ISBN 978-3-495-48425-8.
- Der Leib, De Gruyter, Berlin 2011, ISBN 978-3-11-025098-5 (dän. 2017).
- Das Reich der Normen, Alber, Freiburg/Br. 2012, ISBN 978-3-495-48511-8.
- Kritische Grundlegung der Mathematik. Eine phänomenologisch-logische Analyse, Alber, Freiburg/Br. 2013. ISBN 978-3-495-48561-3
- Phänomenologie der Zeit, Alber, Freiburg/Br. 2014. ISBN 978-3-495-48627-6
- Gibt es die Welt? Alber, Freiburg/Br. 2014. ISBN 978-3-495-48668-9
- Atmosphären, Alber, Freiburg/Br. 2014. ISBN 978-3-495-48674-0
- Selbst sein, Alber, Freiburg/Br. 2015. ISBN 978-3-495-48709-9
- Ausgrabungen zum wirklichen Leben: Eine Bilanz, Alber, Freiburg/Br. 2016. ISBN 978-3-495-48803-4

## Sekundærlitteratur
- Michael Großheim (Hrsg.): Rehabilitierung des Subjektiven : Festschrift für Hermann Schmitz. Bouvier, Bonn 1993, ISBN 3-416-02454-0.
- Jens Soentgen: Die verdeckte Wirklichkeit. Einführung in die Neue Phänomenologie von Hermann Schmitz. Bouvier Verlag, Bonn 1998, ISBN 3-416-02788-4.
- Hans Werhahn: Die neue Phänomenologie und ihre Themen. Koch, Rostock 2003, ISBN 3-937179-15-1.
- Wolfgang Sohst (Hrsg.): Hermann Schmitz im Dialog : neun neugierige und kritische Fragen an die Neue Phänomenologie. Xenomoi-Verlag, Berlin 2005, ISBN 3-936532-44-3.
- Michael Großheim (Hrsg.): Neue Phänomenologie zwischen Praxis und Theorie : Festschrift für Hermann Schmitz. Alber, Freiburg/Br. 2008, ISBN 978-3-495-48309-1.

## Eksterne referencer
- Hjemmeside for Gesellschaft für Neue Phänomenologie
- Komplet liste over Hermann Schmitz' publikationer Arkiveret 8. marts 2016 hos  Wayback Machine
- Litteratur af og om Hermann Schmitz i det tyske nationalbiblioteks katalog
- Hermann Schmitz: Hegels Logik (PDF; 683 kB), Bouvier, Bonn 1992
- Artikel Hermann Schmitz på Topowiki